# ESPN NBA Basketball
ESPN NBA Basketball é um simulador do campeonato norte-americano de basquete (NBA) da temporada de 2004. Foi desenvolvido pela Visual Concepts e publicado pela Sega.